# 山崎侑輝
山崎 侑輝（やまざき ゆうき、1990年4月21日 - ）は、東京都足立区出身の元サッカー選手、サッカー指導者。現役選手時代のポジションはミッドフィールダー、ディフェンダーだった。

## 来歴
小学5年生時にサッカーを始め、中学・高校時はFC東京の下部組織に所属。スピードのあるサイドアタッカーとして活躍した。同期には井上亮太、三田啓貴、岩渕良太、畑尾大翔、平野又三、藤原広太朗、山村佑樹、宮澤勇樹、六平光成らがいた。
2009年に井上と共に鹿屋体育大学に進学。2012年にはサッカー部主将を務めるのと併行して、特別指定選手としてJリーグ・ロアッソ熊本に登録された。同年4月30日の大分戦でJリーグ初出場。同年12月、2013年から熊本へ正式加入することが発表された。プロ入り後はボランチや右サイドバックへとコンバートされたが、武器である対人プレーの強さ を発揮しきれず、これ以後熊本での公式戦出場機会は無かった。
2014年8月、レノファ山口FCへ期限付き移籍。合流直後のJFL・沼津戦で早速先発出場。以後リーグ戦全試合に出場し、J3昇格に貢献した。同シーズン末に熊本での契約満了 及び山口における移籍期間満了が発表された。
2015年、栃木ウーヴァFCへ移籍 も、1年で退団、現役引退となった。
2016年1月22日、ロアッソ熊本アカデミーコーチ就任が発表された。

## 所属クラブ
ユース経歴
- 2001年 - 2002年 ウィズFCジャルロ
- 2003年 - 2005年 FC東京U-15 / FC東京U-15深川[3]
- 2006年 - 2008年 FC東京U-18 (帝京高等学校)
- 2009年 - 2012年 鹿屋体育大学サッカー部
  - 2012年  ロアッソ熊本 (特別指定選手)

プロ経歴
- 2013年 - 2014年  ロアッソ熊本
  - 2014年8月 - 12月  レノファ山口FC (期限付き移籍)
- 2015年  栃木ウーヴァFC

## 個人成績
| 国内大会個人成績 | 国内大会個人成績 | 国内大会個人成績 | 国内大会個人成績 | 国内大会個人成績 | 国内大会個人成績 | 国内大会個人成績 | 国内大会個人成績 | 国内大会個人成績 | 国内大会個人成績 | 国内大会個人成績 | 国内大会個人成績 |
| 年度             | クラブ           | 背番号           | リーグ           | リーグ戦         | リーグ戦         | リーグ杯         | リーグ杯         | オープン杯       | オープン杯       | 期間通算         | 期間通算         |
| 年度             | クラブ           | 背番号           | リーグ           | 出場             | 得点             | 出場             | 得点             | 出場             | 得点             | 出場             | 得点             |
| 日本             | 日本             | 日本             | 日本             | リーグ戦         | リーグ戦         | リーグ杯         | リーグ杯         | 天皇杯           | 天皇杯           | 期間通算         | 期間通算         |
| ---------------- | ---------------- | ---------------- | ---------------- | ---------------- | ---------------- | ---------------- | ---------------- | ---------------- | ---------------- | ---------------- | ---------------- |
| 2009             | 鹿体大           | 25               | -                | -                | -                | -                | -                | 2                | 0                | 2                | 0                |
| 2010             | 鹿体大           | 7                | -                | -                | -                | -                | -                | 1                | 0                | 1                | 0                |
| 2012             | 熊本             | 31               | J2               | 3                | 0                | -                | -                | 0                | 0                | 3                | 0                |
| 2013             | 熊本             | 26               | J2               | 0                | 0                | -                | -                | 0                | 0                | 0                | 0                |
| 2014             | 熊本             | 26               | J2               | 0                | 0                | -                | -                | 0                | 0                | 0                | 0                |
| 2014             | 山口             | 35               | JFL              | 10               | 0                | -                | -                | -                | -                | 10               | 0                |
| 2015             | 栃木U            | 28               | JFL              | 27               | 0                | -                | -                | 1                | 0                | 28               | 0                |
| 通算             | 日本             | 日本             | J2               | 3                | 0                | -                | -                | 0                | 0                | 3                | 0                |
| 通算             | 日本             | 日本             | JFL              | 37               | 0                | -                | -                | 1                | 0                | 38               | 0                |
| 通算             | 日本             | 日本             | 他               | -                | -                | -                | -                | 3                | 0                | 3                | 0                |
| 総通算           | 総通算           | 総通算           | 総通算           | 40               | 0                | -                | -                | 4                | 0                | 44               | 0                |

- 2012年は特別指定選手
- 2012年4月30日：J2リーグ初出場 - J2第11節 vs大分トリニータ (大銀ド)
- 2014年8月24日：JFL初出場 - JFLセカンドステージ第5節 vsアスルクラロ沼津 (愛鷹)[10]

## タイトル
FC東京U-15 / FC東京U-15深川
- 日本クラブユースサッカー選手権 (U-15)大会 (2003年)

FC東京U-18
- イギョラカップ (2006年)
- サニックス杯国際ユースサッカー大会 (2007年)
- Jリーグユース選手権大会 (2007年)
- 関東プリンスリーグ (2008年)
- 日本クラブユースサッカー選手権 (U-18)大会 (2008年)

鹿屋体育大学
- 鹿児島県サッカー選手権大会 (天皇杯鹿児島県代表決定戦) (2009年、2010年)
- KSLカップ (国民体育大会成年男子予選会) (2011年、2012年)
- 国民体育大会サッカー競技 (2011年)
- 九州大学サッカーリーグ (2011年)
- 九州大学サッカーリーグ ファイティングスピリッツ賞 (2012年)[16]

## 指導歴
- 2016年- 現在 ロアッソ熊本
  - 2016年 - 2021年 :アカデミーコーチ
  - 2022年 - 2024年 :ジュニアユース監督
  - 2025年 - :ユース監督